# Hajta-patak
A Hajta-patak Pest vármegyében ered, Vácszentlászlótól északnyugati irányban. A patak forrásától kezdve délkelet felé halad, majd Tápiószelétől délnyugatra a Tápióba torkollik.

## Lefolyása
A Hajta-patak Vácszentlászlótól északnyugati irányban ered és délkeleti irányú lefolyást biztosít a környék felszíni vizei számára. Útja során előbb keresztülfolyik a Valkói- (Vácszentlászlói-) tározón, majd Zsámbok után beletorkollik a Nagy-völgyi-patak és Tóalmás előtt a Kókai-ág, majd Tóalmás után a patak Jász-Nagykun-Szolnok vármegyében, Jászfelsőszentgyörgy déli határában folytatja útját. Még a 31-es főút elérése előtt visszatér Pest vármegyébe, ahol a Nyík-réti-ág torkollik bele. A patak útjának végén Tápiószele délnyugati határában ömlik a Tápióba. A patak útja során keresztülhalad a Tápió–Hajta Vidéke Tájvédelmi Körzeten és a Hajta-mocsár Természetvédelmi Területen.

## Part menti települések
- Vácszentlászló
- Valkó
- Zsámbok
- Tóalmás
- Szentlőrinckáta
- Jászfelsőszentgyörgy
- Farmos
- Tápiószele